# Campionati del mondo di atletica leggera 2007 - Salto in alto maschile
Il salto in alto maschile ai Campionati del mondo di atletica leggera  si è tenuto il 27 e 29 agosto 2007.

## Risultati

### Qualificazioni
in finale vanno chi supera 2.29 m (Q) o i migliori 12 (q).
| Pos | Gruppo | Nome                    | Nazione           | 2.14 | 2.19 | 2.23 | 2.26 | 2.29 | Misura | Note  |
| --- | ------ | ----------------------- | ----------------- | ---- | ---- | ---- | ---- | ---- | ------ | ----- |
| 1   | B      | Linus Thörnblad         | Svezia            | –    | o    | o    | o    | o    | 2.29   | Q, SB |
| 2   | A      | Eike Onnen              | Germania          | o    | o    | o    | xo   | o    | 2.29   | Q     |
| 2   | A      | Andrey Silnov           | Russia            | o    | o    | xo   | o    | o    | 2.29   | Q, SB |
| 4   | A      | Tomáš Janku             | Repubblica Ceca   | xo   | o    | xo   | o    | o    | 2.29   | Q     |
| 5   | A      | Stefan Holm             | Svezia            | –    | o    | o    | o    | xo   | 2.29   | Q     |
| 5   | B      | Yaroslav Rybakov        | Russia            | –    | o    | o    | o    | xo   | 2.29   | Q     |
| 7   | B      | Jaroslav Bába           | Repubblica Ceca   | o    | o    | xo   | o    | xo   | 2.29   | Q, SB |
| 7   | B      | Víctor Moya             | Cuba              | –    | o    | o    | xo   | xo   | 2.29   | Q     |
| 9   | B      | Martyn Bernard          | Regno Unito       | o    | o    | xo   | xo   | xo   | 2.29   | Q, PB |
| 10  | A      | Jessé de Lima           | Brasile           | o    | o    | o    | o    | xxo  | 2.29   | Q, SB |
| 10  | B      | Donald Thomas           | Bahamas           | –    | o    | o    | o    | xxo  | 2.29   | Q     |
| 12  | A      | Tom Parsons             | Regno Unito       | o    | o    | xo   | o    | xxo  | 2.29   | Q, PB |
| 12  | A      | Kabelo Kgosiemang       | Botswana          | o    | o    | o    | xo   | xxo  | 2.29   | Q, SB |
| 14  | A      | Michał Bieniek          | Polonia           | o    | o    | xo   | xo   | xxo  | 2.29   | Q     |
| 14  | B      | Kyriakos Iōannou        | Cipro             | o    | xo   | o    | xo   | xxo  | 2.29   | Q     |
| 16  | A      | Andrea Bettinelli       | Italia            | o    | o    | o    | o    | xxx  | 2.26   |       |
| 16  | B      | Nicola Ciotti           | Italia            | o    | o    | o    | o    | xxx  | 2.26   |       |
| 16  | B      | Jamie Nieto             | USA               | –    | o    | o    | o    | xxx  | 2.26   |       |
| 19  | A      | Rožle Prezelj           | Slovenia          | o    | o    | o    | xxo  | xxx  | 2.26   |       |
| 19  | B      | Svatoslav Ton           | Repubblica Ceca   | o    | o    | o    | xxo  | xxx  | 2.26   |       |
| 21  | A      | Oskari Frösén           | Finlandia         | –    | xo   | o    | xxo  | xxx  | 2.26   |       |
| 21  | A      | Yuriy Krymarenko        | Ucraina           | o    | xo   | o    | xxo  | xxx  | 2.26   |       |
| 23  | A      | Peter Horák             | Slovacchia        | o    | o    | o    | xxx  |      | 2.23   |       |
| 24  | A      | Andrey Tereshin         | Tussia            | o    | xo   | o    | xxx  |      | 2.23   |       |
| 25  | B      | Dmytro Dem'yanyuk       | Ucraina           | xxo  | o    | o    | xxx  |      | 2.23   |       |
| 26  | A      | Jesse Williams          | USA               | o    | o    | xo   | xxx  |      | 2.23   |       |
| 27  | A      | Niki Palli              | Israele           | o    | o    | xxx  |      |      | 2.19   |       |
| 27  | B      | Germaine Mason          | Regno Unito       | –    | o    | xxx  |      |      | 2.19   |       |
| 27  | B      | Aleksander Walerianczyk | Polonia           | o    | o    | xxx  |      |      | 2.19   |       |
| 30  | A      | Naoyuki Daigo           | Giappone          | xxo  | o    | xxx  |      |      | 2.19   |       |
| 31  | A      | Huang Haiqiang          | Cina              | o    | xo   | xxx  |      |      | 2.19   |       |
| 31  | B      | Dragutin Topić          | Serbia            | o    | xo   | x–   | xx   |      | 2.19   |       |
| 31  | B      | Gerardo Martínez        | Messico           | o    | xo   | xxx  |      |      | 2.19   |       |
| 34  | B      | Jim Dilling             | USA               | o    | xxo  | xxx  |      |      | 2.19   |       |
| 35  | B      | Sergey Zasimovich       | Kazakistan        | xo   | xxo  | xxx  |      |      | 2.19   |       |
| 36  | A      | Abderrahmane Hammad     | Algeria           | o    | xxx  |      |      |      | 2.14   |       |
| 36  | B      | Javier Bermejo          | Spagna            | o    | xxx  |      |      |      | 2.14   |       |
| 38  | B      | James Grayman           | Antigua e Barbuda | xxo  | xxx  |      |      |      | 2.14   |       |
|     | A      | William Woodcock        | Seychelles        | xxx  |      |      |      |      | NM     |       |

### Finale
| Pos | Name              | Nazione         | 2.16 | 2.21 | 2.26 | 2.30 | 2.33 | 2.35 | 2.37 | Misura | Note     |
| --- | ----------------- | --------------- | ---- | ---- | ---- | ---- | ---- | ---- | ---- | ------ | -------- |
| 1   | Donald Thomas     | Bahamas         | –    | xo   | xo   | o    | xxo  | o    | xxx  | 2.35   | =WL, =PB |
| 2   | Yaroslav Rybakov  | Russia          | –    | o    | o    | o    | o    | xo   | xxx  | 2.35   | =WL, PB  |
| 3   | Kyriakos Iōannou  | Cipro           | o    | o    | o    | xo   | xo   | xo   | xxx  | 2.35   | =WL, NR  |
| 4   | Stefan Holm       | Svezia          | –    | o    | o    | o    | o    | xxx  |      | 2.33   |          |
| 5   | Tomáš Janku       | Repubblica Ceca | o    | o    | o    | o    | xxx  |      |      | 2.30   | SB       |
| 5   | Víctor Moya       | Cuba            | o    | o    | o    | o    | xxx  |      |      | 2.30   |          |
| 7   | Eike Onnen        | Germania        | o    | –    | o    | x–   | xx   |      |      | 2.26   |          |
| 8   | Jaroslav Bába     | Repubblica Cena | o    | o    | xo   | xxx  |      |      |      | 2.26   |          |
| 9   | Kabelo Kgosiemang | Botswana        | xo   | o    | xxo  | xxx  |      |      |      | 2.26   |          |
| 10  | Tom Parsons       | Regno Unito     | o    | xxo  | xxo  | xxx  |      |      |      | 2.26   |          |
| 11  | Michał Bieniek    | Polonia         | o    | o    | xxx  |      |      |      |      | 2.21   |          |
| 11  | Andrey Silnov     | Russia          | –    | o    | xxx  |      |      |      |      | 2.21   |          |
| 13  | Jessé de Lima     | Brasile         | xo   | o    | xxx  |      |      |      |      | 2.21   |          |
| 14  | Martyn Bernard    | Regno Unito     | –    | xxo  | –    | –    | x–   | xx   |      | 2.21   |          |
| 15  | Linus Thörnblad   | Svezia          | o    | xxx  |      |      |      |      |      | 2.16   |          |